# Peter McRobbie
Peter McRobbie (Hawick, 31 gennaio 1943) è un attore scozzese naturalizzato statunitense.

## Biografia
Nato in Scozia dove ha vissuto la sua infanzia per poi trasferirsi agli inizi degli anni cinquanta negli Stati Uniti, nel Connecticut.
È sposato dal 1977 con l'attrice Charlotte Bova, da cui ha avuto due figli.

## Filmografia parziale

### Cinema
- La rosa purpurea del Cario (The Purple Rose of Cario), regia di Woody Allen (1985)
- Gioco mortale (The Manhattan  Project), regia di Marshall Brickman (1986)
- Big, regia di Penny Marshall (1988)
- Ombre e nebbia (Shadow and Fog), regia di Woody Allen (1991)
- Scuola d'onore (School Ties), regia di Robert Mandel (1992)
- La dea dell'amore (Mighty Aphrodite), regia di Woody Allen (1995)
- Sleepers, regia di Barry Levinson (1996)
- Romantici equivoci (Picture Perfect), regia di Glenn Gordon Caron (1997)
- Omicidio in diretta (Snake Eyes), regia di Brian De Palma (1998)
- Spider-Man 2, regia di Sam Raimi (2004)
- I segreti di Brokeback Mountain (Brokeback Mountain), regia di Ang Lee (2005)
- La scandalosa vita di Bettie Page (The Notorious Bettie Page), regia di Mary Harron (2005)
- L'imbroglio - The Hoax (The Hoax), regia di Lasse Hallström (2006)
- Lincoln, regia di Steven Spielberg (2012)
- Vizio di forma (Inherent Vice), regia di Paul Thomas Anderson (2014)
- The Visit, regia di M. Night Shyamalan (2015)
- Il ponte delle spie (Bridge of Spies), regia di Steven Spielberg (2015)
- Hold the Dark, regia di Jeremy Saulnier (2018)

### Televisione
- Nero Wolfe – serie TV, 1 episodio (1981)
- Matt Houston – serie TV, 1 episodio (1983)
- Le nuove avventure di Guglielmo Tell (Crossbow) – serie TV, 1 episodio (1988)
- Un uomo chiamato Falco (A Man Called Hawk) – serie TV, 1 episodio (1989)
- American Playhouse – serie TV, 1 episodio (1989)
- Law & Order - I due volti della giustizia (Law & Order) – serie TV, 18 episodi (1991-2009)
- Acapulco H.E.A.T. – serie TV, 1 episodio (1993)
- I Soprano (The Sopranos) – serie TV, 2 episodi (2000-2001)
- Law & Order - Unità vittime speciali (Law & Order: Special Victims Unit) – serie TV, 18 episodi (2003-2012)
- Damages – serie TV, 4 episodi (2007-2009)
- Così gira il mondo (As the World Turns) – serial TV, 4 puntate (2008)
- Ugly Betty – serie TV, 1 episodi (2009)
- White Collar – serie TV, 1 episodio (2009)
- Mercy – serie TV, 1 episodio (2009)
- Elementary – serie TV, 1 episodio (2013)
- Daredevil – serie TV, 11 episodi (2015-2018)
- Confirmation - Una donna per la verità (Confirmation), regia di Rick Famuyiwa - film TV (2016)
- The Defenders – miniserie TV, puntata 1 (2017)
- Gotham – serie TV, episodi 4x18-4x21 (2018)
- L'alienista (The Alienist) – serie TV, episodi 1x02-1x03-1x05 (2018)
- Clarice – serie TV, episodi 1x11-1x12-1x13 (2021)
- The Gilded Age – serie TV, episodi 3x06-3x07 (2025)

## Doppiatori italiani
Nelle versioni in italiano delle opere in cui ha recitato, Peter McRobbie è stato doppiato da:
- Oliviero Dinelli in Boardwalk Empire - L'impero del crimine, Lincoln, Daredevil, Il ponte delle spie, The Defenders, L'alienista, Hold the Dark
- Bruno Alessandro ne I segreti di Brokeback Mountain, Damages
- Ambrogio Colombo in Law & Order - Il verdetto, Law & Order - Unità vittime speciali
- Vittorio Battarra in Law & Order - I due volti della giustizia (ep. 1x21)
- Romano Ghini in Guerra al virus
- Gerolamo Alchieri ne I Soprano
- Adolfo Fenoglio in Law & Order: Criminal Intent
- Paolo Buglioni in L'imbroglio - The Hoax
- Franco Zucca in White Collar
- Enrico Di Troia in Mildred Pierce
- Stefano Oppedisano in Elementary
- Dario Penne in Boardwalk Empire - L'impero del crimine (ep. 4x02)
- Gabriele Martini in The Good Wife
- Mario Bombardieri in Vizio di forma
- Carlo Valli in The Visit
- Paolo Maria Scalondro in Eileen
- Edoardo Siravo in Confirmation - Una donna per la verità
- Luciano Roffi in The Gilded Age